# Mua lại dùng đòn bẩy
Mua lại dùng đòn bẩy (leveraged buyout, LBO) là một hình thức mua lại và sáp nhập doanh nghiệp bằng nguồn tài chính đi vay.
Nhà đầu tư, thường là các quỹ đầu tư cổ phiếu chưa niêm yết, sau khi đạt được một thỏa thuận mua lại doanh nghiệp sẽ dùng tài sản của mình để trả trước cho doanh nghiệp một phần số tiền thỏa thuận. Sau đó, nhà đầu tư sẽ dùng tài sản của doanh nghiệp làm thế chấp để đi vay tiền (vay ngân hàng hoặc phát hành chứng khoán) mua doanh nghiệp. Cuối cùng dùng tài sản và luồng tiền của doanh nghiệp mua được đó để trả nợ đi vay. Việc mua lại có thể là mua lại toàn bộ, song trong phần lớn trường hợp là mua lại một cổ phần đáng kể để giành quyền kiểm soát doanh nghiệp.
Từ thập niên 1980, LBO bắt đầu nổi lên như là một chiến lược mua lại quan trọng.